# Ghiacciaio Svendsen
Il ghiacciaio Svendsen è un ghiacciaio lungo circa 24 km situato sulla costa di Oates, nella regione nord-occidentale della Dipendenza di Ross, in Antartide. In particolare, il ghiacciaio, il cui punto più alto si trova a circa 1650 m s.l.m., fluisce verso nord-est partendo dal versante orientale del monte Marzof, nella regione nord-orientale dei monti USARP, e scorrendo lungo il versante est del monte Harrison, fino ad entrare in una distesa di ghiaccio pedemontano tra i promontori McCain, a nord, e Lenfant, a sud.

## Storia
Il ghiacciaio Svendsen è stato mappato per la prima volta dallo United States Geological Survey grazie a fotografie scattate dalla marina militare statunitense (USN) durante ricognizioni aeree e terrestri effettuate nel periodo 1960-62, e così battezzato dal Comitato consultivo dei nomi antartici in onore di Kendall L. Svendsen, geomagnetista del Programma Antartico degli Stati Uniti d'America, di stanza alla stazione McMurdo nel periodo 1967-68.